# Parc des Bambous pourpres
Le parc des Bambous pourpres, en chinois: 紫竹院公园; pinyin: Zǐ Zhú Yuàn Gōngyuán, appelé aussi parc Zizhuyuan ou parc des Bambous noirs est l'un des sept parcs les plus grands de Pékin, en Chine,. Il est situé dans le district de Haidian, au nord-ouest de Pékin.

## Galerie

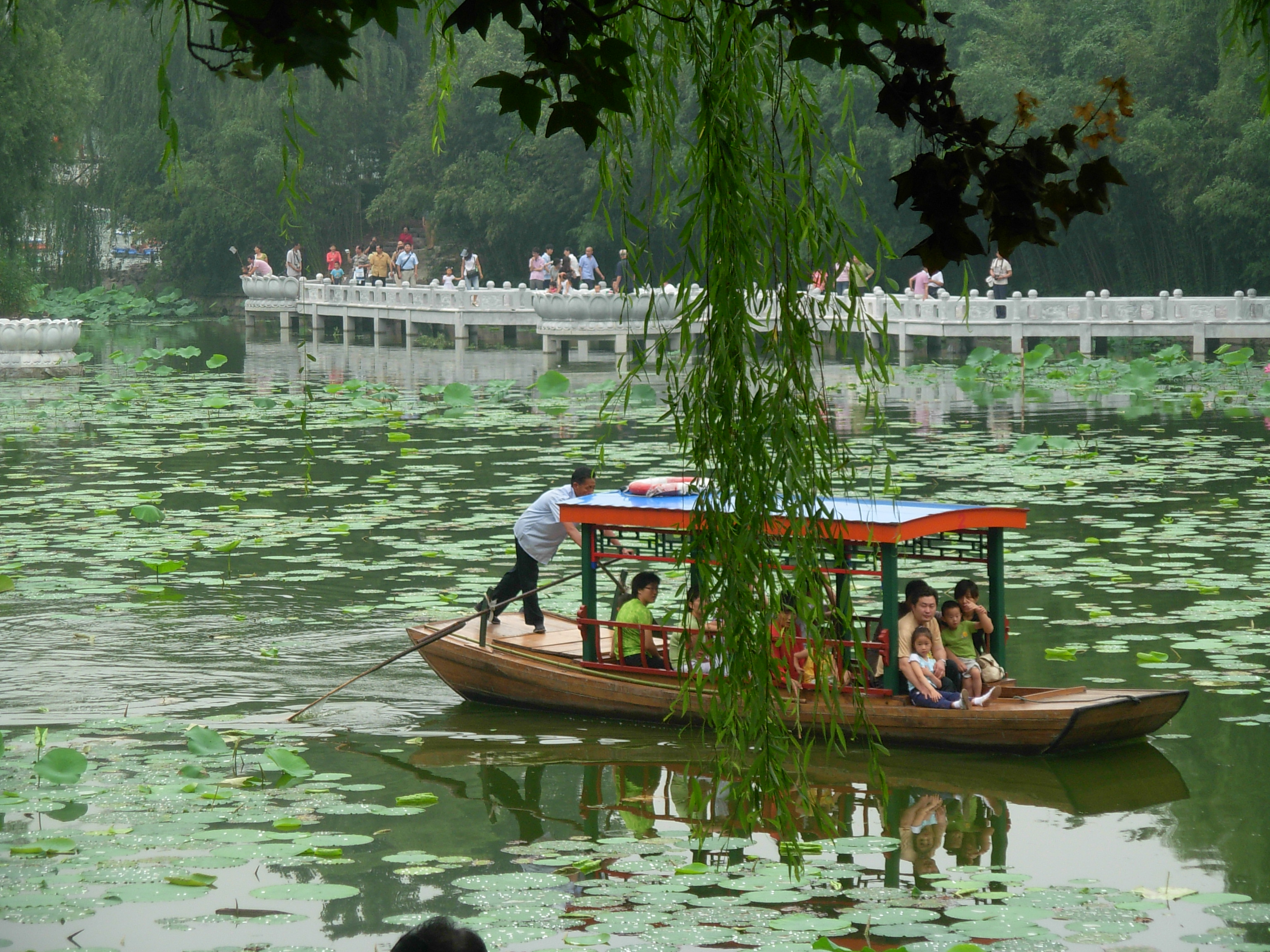
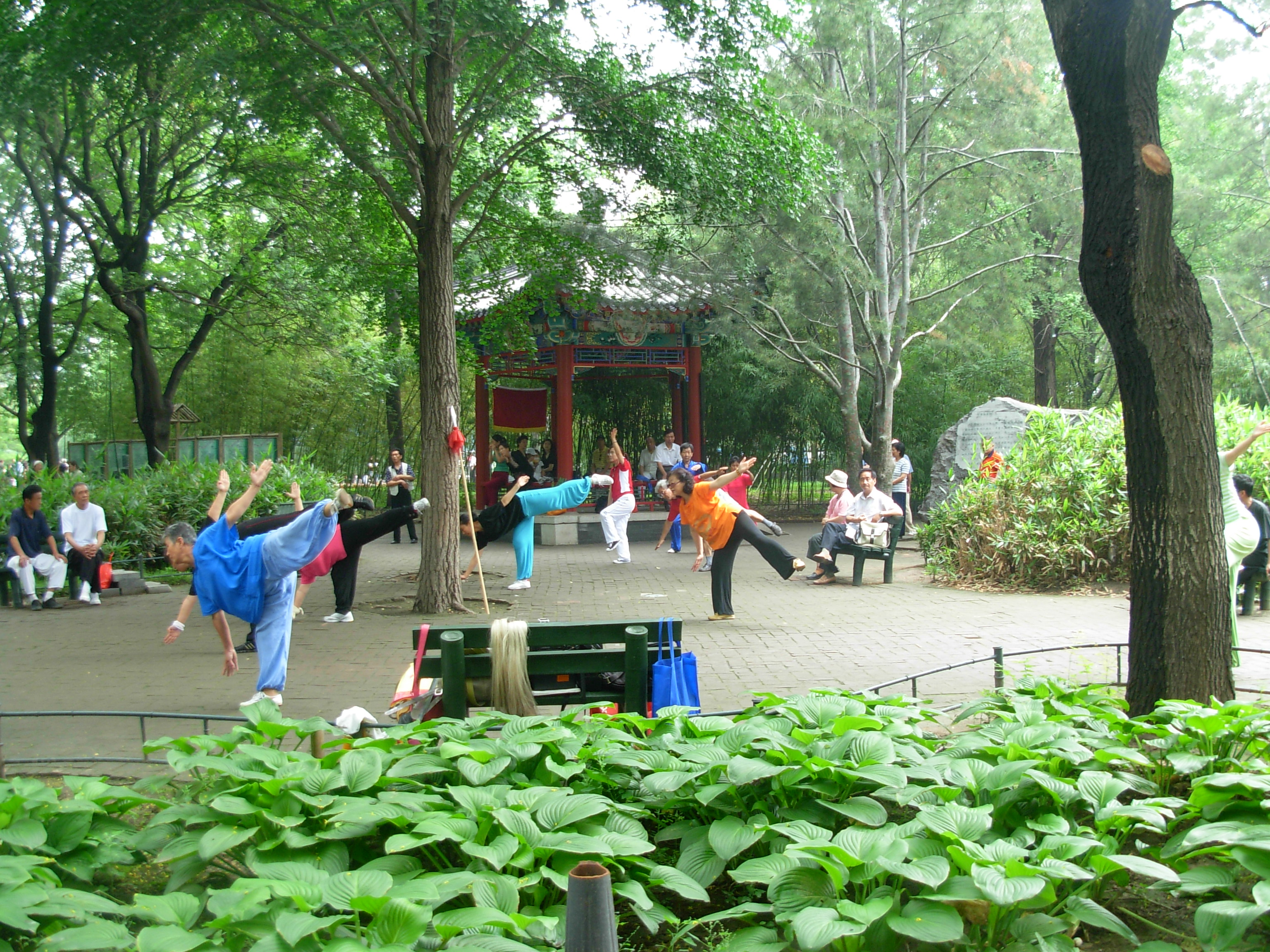
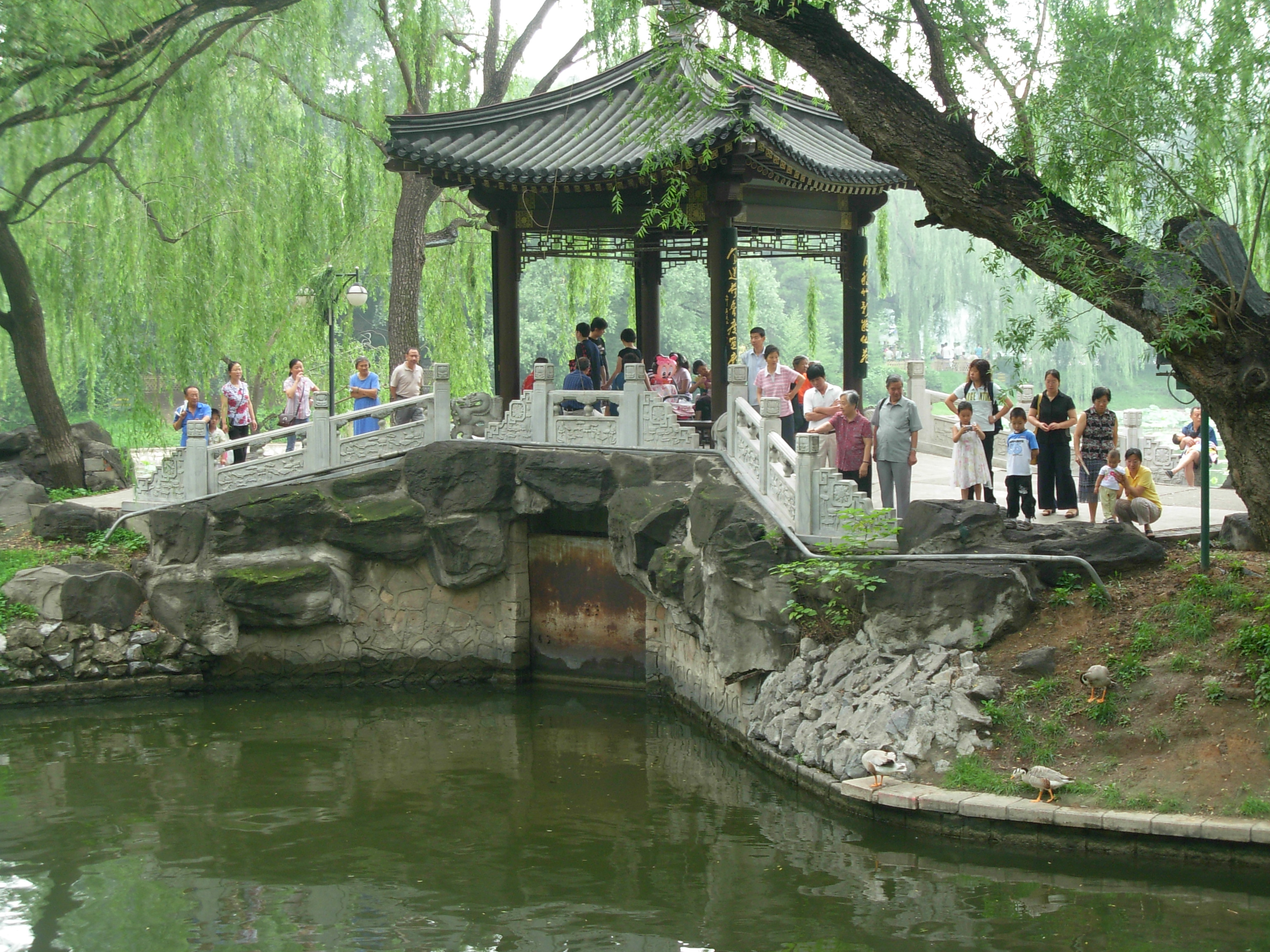
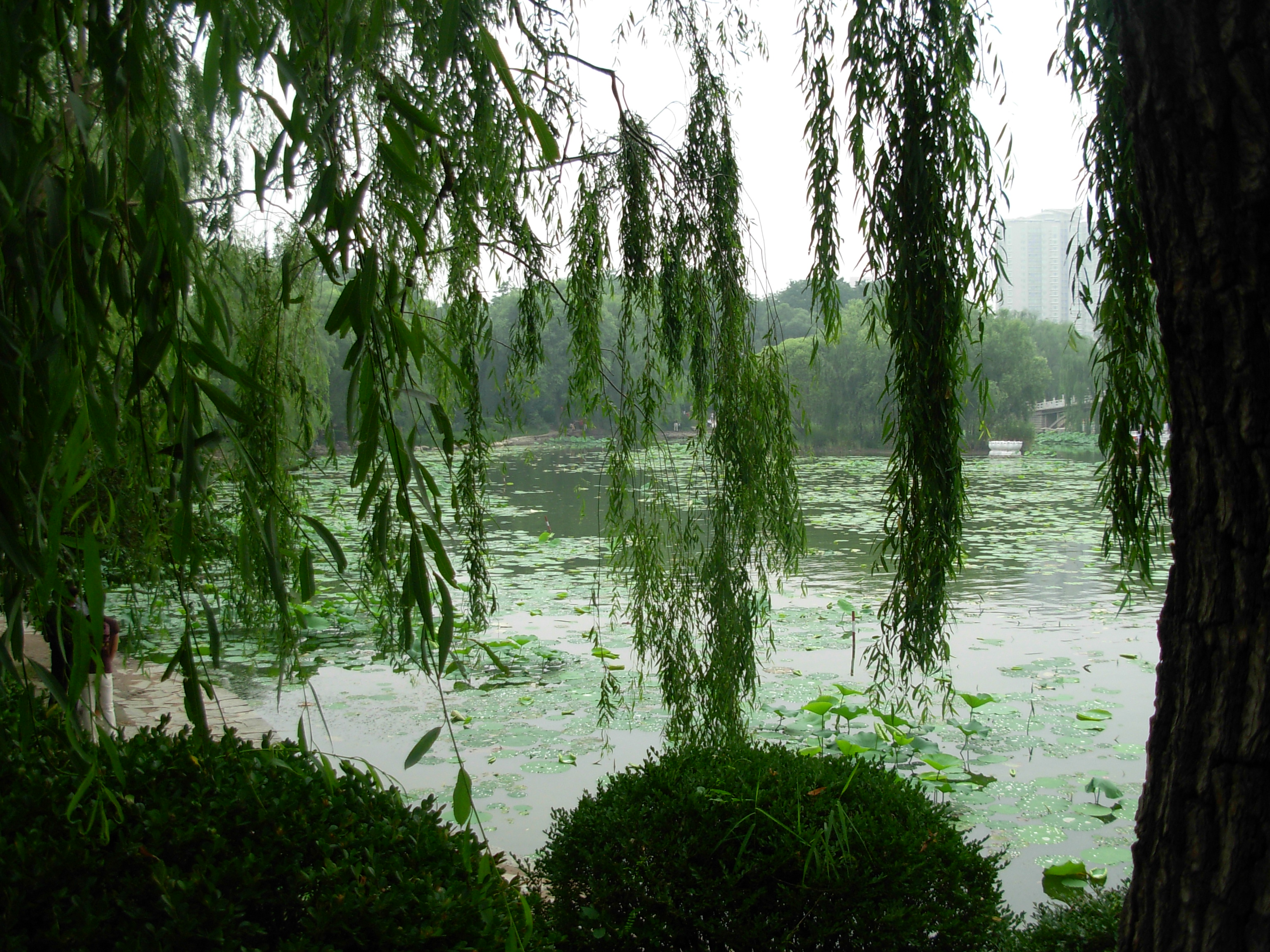
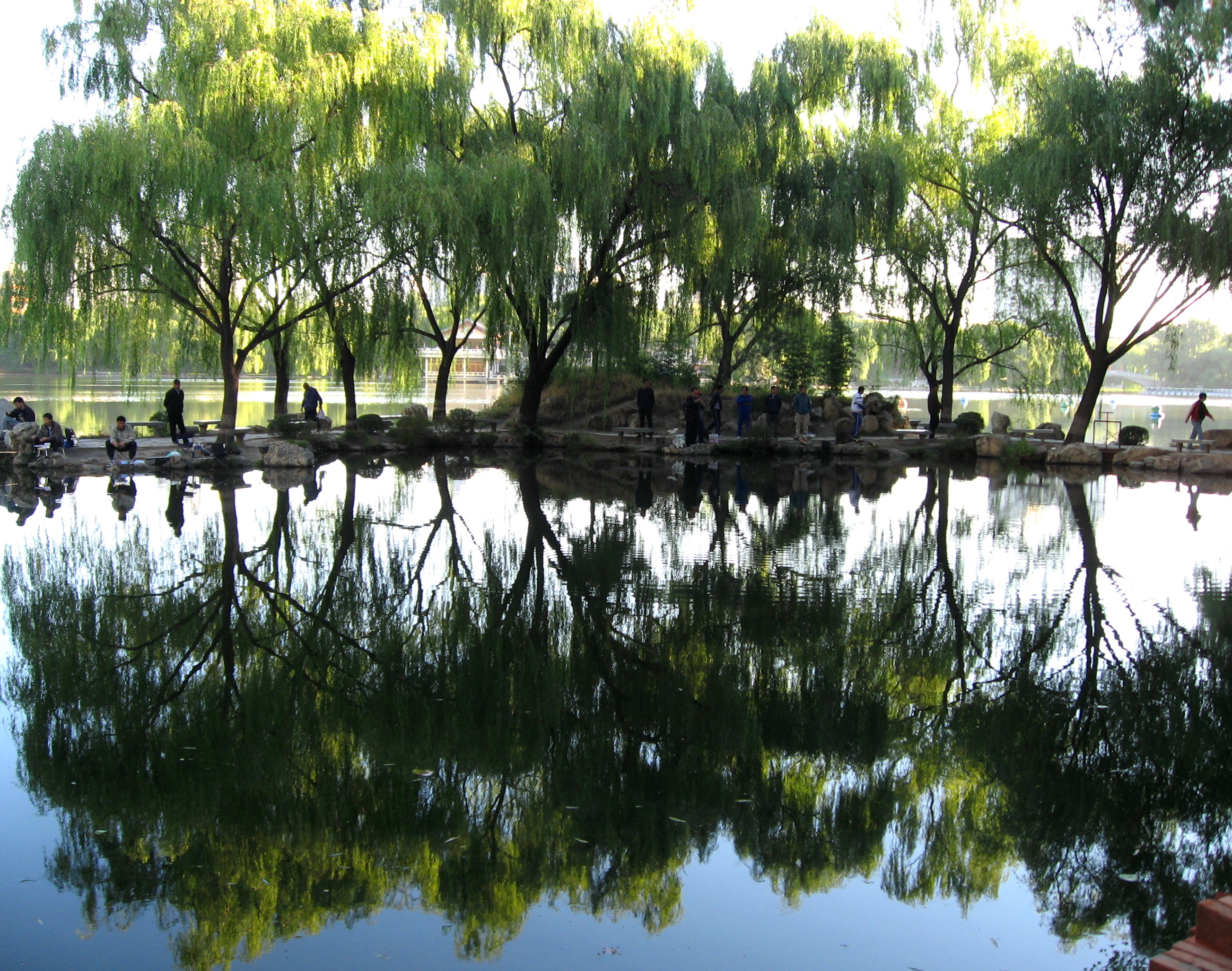
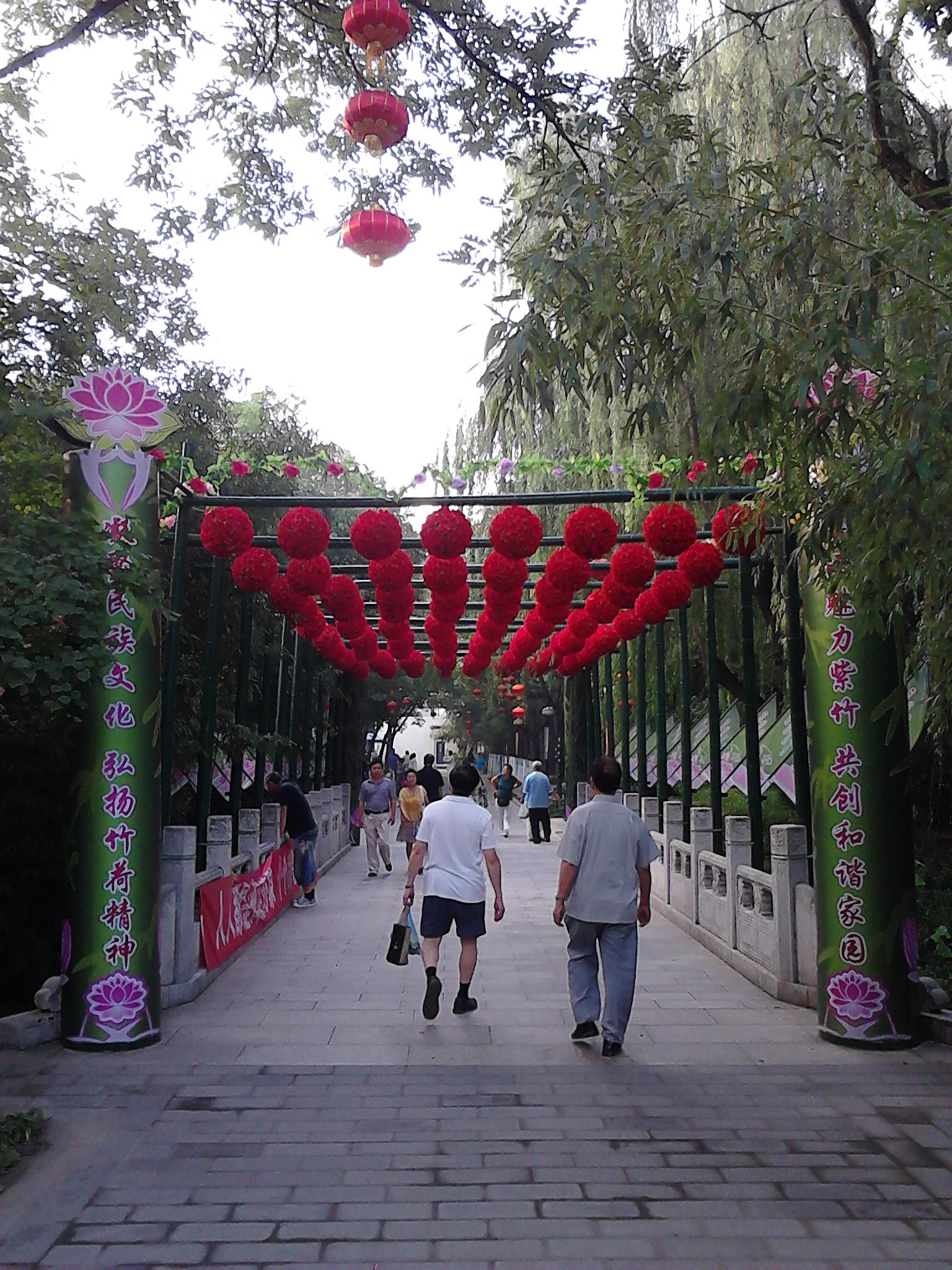
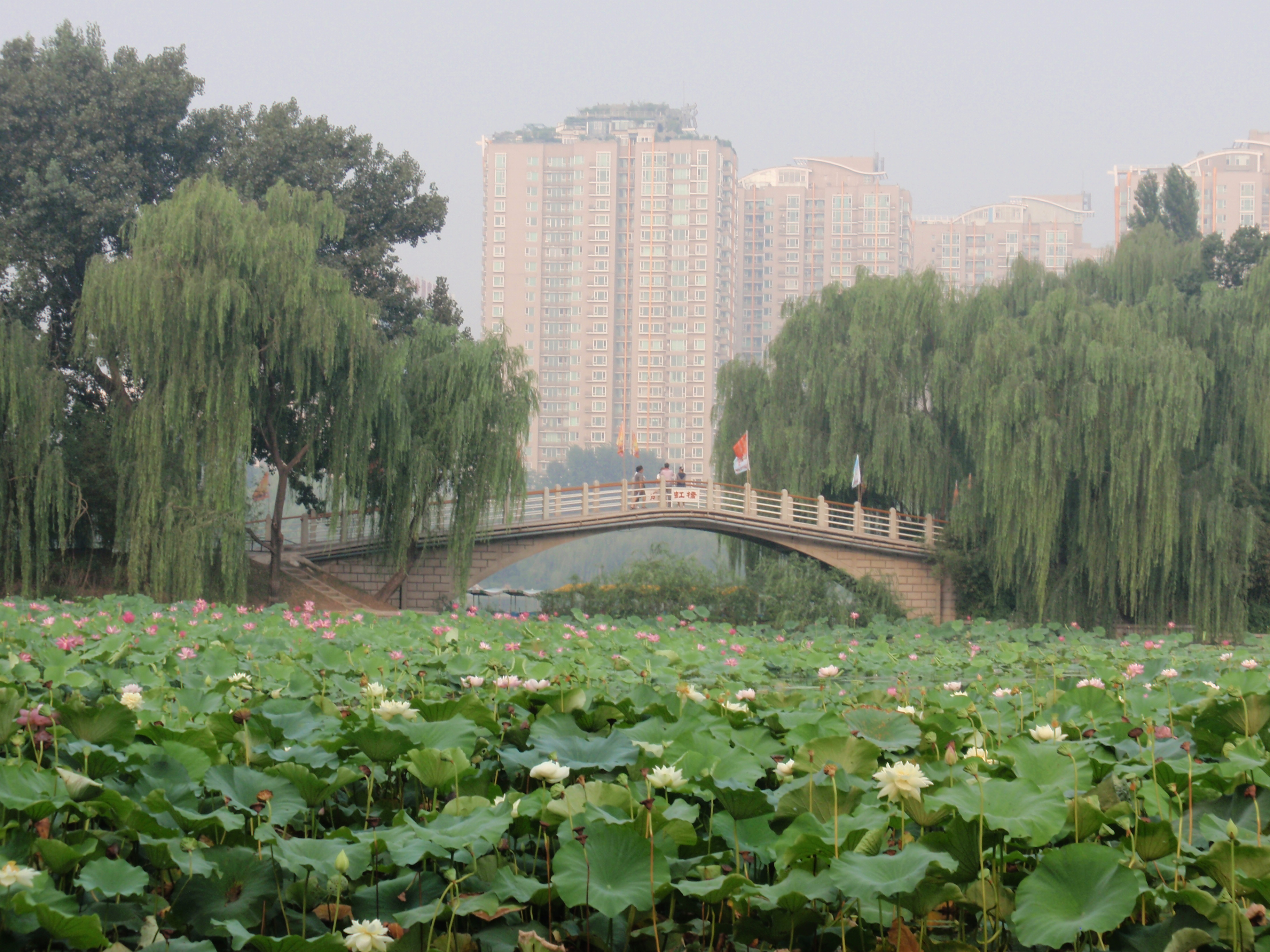